# سیارک ۱۶۱۸۰
سیارک ۱۶۱۸۰ (به انگلیسی: 16180 Rapoport، نامگذاری:2000AZ136) شانزده هزار و صد و هشتادمین سیارک کشف شده‌است که در ۴ ژانویه ۲۰۰۰ کشف شد.
قدر مطلق سیارک برابر ۱۸.۶ است.